# Rodrigo Santoro

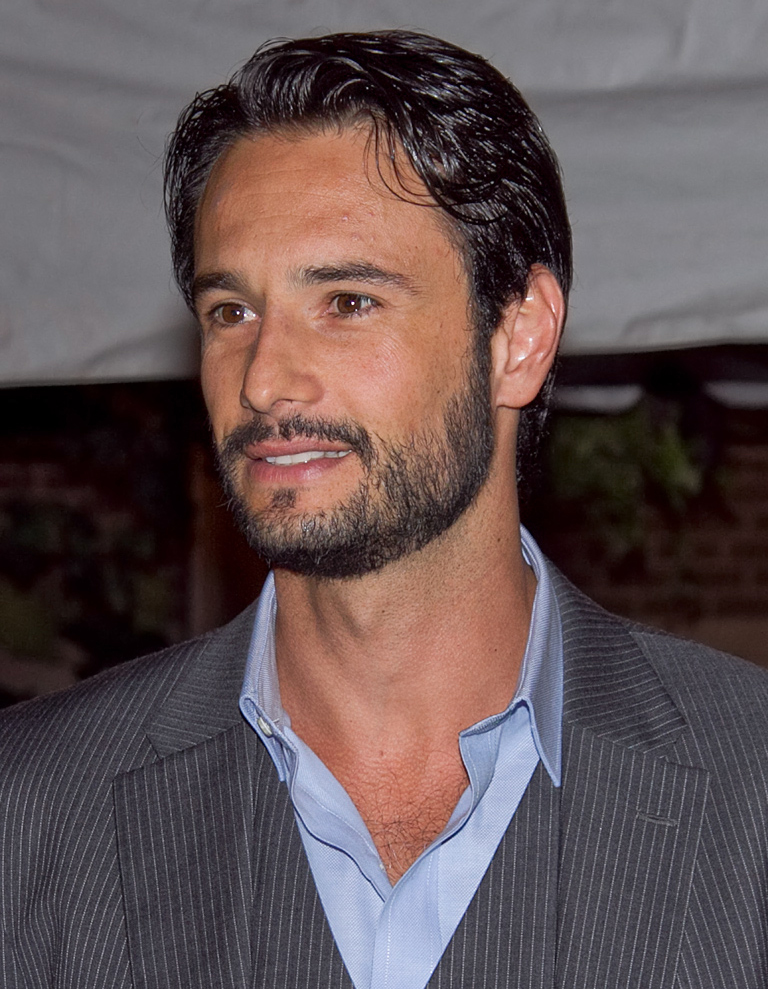
Santoro na Toronto International Film Festival 2011

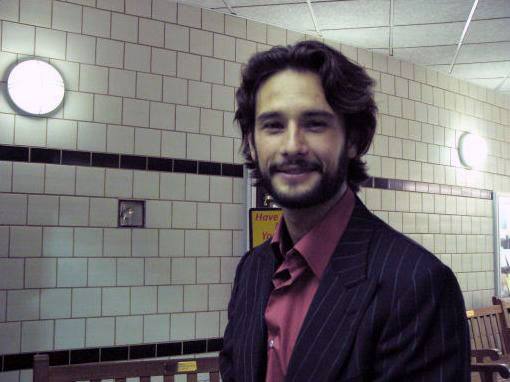
Santoro w Stuyvesant High School w Nowym Jorku (2004)

Rodrigo Junqueira dos Reis Santoro (ur. 22 sierpnia 1975 w Petrópolis) – włosko-brazylijski aktor filmowy i telewizyjny, określany jako „brazylijski Tom Cruise”.

## Życiorys

### Wczesne lata
Urodził się w Petrópolis, koło Rio de Janeiro, w stanie Rio de Janeiro w Brazylii. Pochodzi z ubogiej rodziny Marii José Junqueiri dos Reis, brazylijskiej artystki plastyk pochodzenia portugalskiego, i Włocha Francesco Santoro, inżyniera. Dorastał wraz z siostrą Flávią. Miał zaledwie cztery lata, gdy jego dziadek uczył go jazdy konno. Już jako dziecko zainteresował się aktorstwem. Podczas świąt Bożego Narodzenia i Wielkanocy organizował dla rodziny przedstawienia kukiełkowe. Studiował komunikację w Colégio Aplicação, gdzie portugalski nauczyciel prowadził „muzyczno-literackie sesje” przy pomocy TV. W wieku 14 lat debiutował na scenie, poznał wtedy swoją pierwszą dziewczynę.
W wieku 17 lat przeniósł się z Rio de Janeiro, gdzie odbywał się casting programu telewizyjnego Globo. Przez rok uczył się interpretacji w 'Oficina de Atores da Rede Globo’. Uczęszczał do Colégio de Aplicação przy Universidade Católica de Petrópolis. W 1993 podjął studia dziennikarskie, a także marketingu i reklamy na PUC (Pontifical Catholic University of Rio de Janeiro) w Rio de Janeiro.

### Kariera
Pierwsze kroki w zawodzie aktorskim stawiał na planie popularnych w Ameryce Południowej telenowel. Zadebiutował na małym ekranie w drugoplanowej roli Pedra w brazylijskiej operze mydlanej Rede Globo de Televisão Olho no Olho (1993). Potem dostał główną rolę Fernando w serialu brazylijskim Pátria Minha (1994), który jednak wskutek słabej oglądalności skończył się po wyemitowaniu kilku odcinków. Wystąpił w 15-minutowym filmie Depois do Escuro (1996). Kolejna opera mydlana z jego udziałem O Amor Está no Ar (1997) opowiadała o zawiłym trójkącie miłosnym. Zadebiutował na kinowym ekranie w komedii Como Ser Solteiro (1998). W rodzinnej Brazylii często grywał obiekt pożądania ze strony kobiet. Jedno z najtwardszych doświadczeń aktorskich, które pomogło mu w dalszej karierze aktorskiej zdobył na planie miniserialu kanału telewizyjnego TV Globo Hilda Furacão (1998) jako młody ksiądz franciszkanin, który wpada w miłość z prostytutką Hildą. Był narratorem w dwóch części brazylijskiej wersji językowej filmu Stuart Malutki (1999 i 2002).
Za rolę Wilsona Souzy Neto posłanego do kliniki psychiatrycznej po byciu złapanym przez swego ojca na paleniu marihuany w dramacie Burza mózgu (Bicho de Sete Cabeças, 2001) odebrał wiele brazylijskich nagród dla najlepszego aktora, m.in. São Paulo Association of Art Critics, na festiwalu filmowym w Recife i Cartagenie. W 2002 pojawił się w reklamie karty kredytowej kampanii „Najlepsze Życie” z Gisele Bündchen. Wcielił się w postać transseksualnego więźnia nazywanego Lady Di w dramacie kryminalnym Hectora Babenco Carandiru (2003). Zabłysnął w Hollywood jako surfingowiec z blizną pod rzepką w prawym kolanie i motocyklista w kasku ze znakiem ‘Leo’ w sequelu Aniołki Charliego: Zawrotna szybkość (Charlie’s Angels: Full Throttle, 2003). Znalazł się w obsadzie angielskiej komedii romantycznej To właśnie miłość (Love Actually, 2003) z Hugh Grantem, Emmą Thompson, Keirą Knightley i Rowanem Atkinsonem.
W 2004 magazyn „People” umieścił go na liście „50. najpiękniejszych ludzi świata”. Po udziale w 2-minutowej reklamie dla Chanel (2004) z Nicole Kidman, otrzymał angaż do roli pozostałego przy życiu Oceanic Flight 815 – Paulo w telewizyjnym przeboju ABC, którym pasjonują się widzowie na całym niemal świecie Zagubieni (Lost, 2006-2007). Odskocznią stała się kreacja archetypa Kserksesa, demonicznego przywódcę Persów wierzącego, że jest bogiem, w komiksowej produkcji 300 (2006). Był na okładkach magazynów takich jak „Vogue”, „Caras”, „Isto É”, „V”, „Rolling Stone”, „TPM” i „Capricho”.
Wcielił się w postać Jezusa w remaku Ben-Hur (2016).

## Życie osobiste
W 2012 związał się z Melanie Fronckowiak. Mają córkę Ninę (ur. 22 maja 2017).

## Filmografia

### Filmy fabularne
- 1998: Como Ser Solteiro jako Rodrigo Santoro
- 1999: Trapalhão e a Luz Azul, O
- 2001: W cieniu słońca (Abril Despedaçado) jako Tonho
- 2001: Bicho de Sete Cabeças jako Wilson Souza Neto
- 2003: To właśnie miłość (Love Actually) jako Karl
- 2003: Aniołki Charliego: Zawrotna szybkość (Charlie’s Angels: Full Throttle) jako Emmers
- 2003: Carandiru jako Lady Di
- 2004: A Dona da História jako Luiz Cláudio/Młody
- 2006: Desafinados, Os jako Joaquim
- 2007: 300 jako Xerxes
- 2008: Dare To Love Me jako Carlos Gardela
- 2008: Black Oasis
- 2008: Redbelt
- 2008: Talking with Dog
- 2009: Absolwentka (Post Grad) jako David
- 2009: I Love You Phillip Morris jako Jimmy
- 2010: Gdy budzą się demony (There Be Dragons) jako Oriol
- 2011: Rio  jako Túlio (głos)
- 2011: Heleno jako Heleno de Freitas
- 2012: Hemingway i Gellhorn (Hemingway & Gellhorn) jako Paco Zarra
- 2012: Quem Se Importa jako Narrator
- 2012: Jak urodzić i nie zwariować (What to Expect When You’re Expecting) jako Alex
- 2012: Reis e Ratos jako Roni Rato
- 2013: Likwidator (The Last Stand) jako Frank Martinez
- 2013: Rio 2096: A Story of Love and Fury jako Piatã / Júnior
- 2014: 300: Początek imperium (300: Rise of an Empire) jako Kserkses I
- 2014: Rio 2 jako Túlio (głos)
- 2014: Rio, I Love You jako Ele
- 2015: Niepokonana Jane jako Fitchum
- 2015: Focus jako Garriga
- 2015: 33 (The 33) jako Laurence Golborne
- 2015: Ben-Hur jako Jezus Chrystus
- 2016: Dominion jako Carlos
- 2018: Un Traductor jako Malin

### Seriale TV
- 1993: Oko w oko (Olho no Olho) jako Pedro
- 1994: Moja ojczyzna (Pátria Minha) jako Fernando
- 1995: Explode Coração jako Serginho
- 1996: A Comédia da Vida Privada jako Mulheres
- 1996: Sai de Baixo jako Gama
- 1997: O Amor Está no Ar jako Léo
- 1998: Hilda Furacão jako Frei Malthus
- 1999: Słodka trucizna (Suave Veneno) jako Eliseo Vieira
- 2001: Normais, Os jako Júlio
- 2001: Estrela-Guia jako Carlos Charles Pimenta
- 2002: Pastores da Noite jako Ksiądz
- 2003: Kobiety w miłości (Mulheres Apaixonadas) jako Diogo Nogueira Ribeiro-Alves
- 2005: Dzisiaj jest dzień Marii (Hoje É Dia de Maria) jako Dom Chico Chicote / Amando
- 2006-2007: Zagubieni (Lost) jako Paulo
- 2008: Nao Por Acaso jako Pedro
- 2008: Os Penetras jako Marco
- 2009: Dźwięk i furia (Som & Fúria) jako Sanjay
- 2010: Afinal, o Que Querem as Mulheres? jako Rodrigo Santoro
- 2010: Papai Noel Existe jako Robson Luiz
- 2012: Brazylijka (As Brasileiras) jako Carioca
- 2016, 2018: Westworld jako Hector Escaton